# Déclaration sur l'élimination de la violence à l'égard des femmes

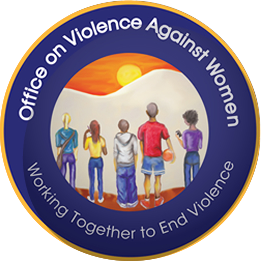
Badge ou logo de la Déclaration sur l'élimination de la violence à l'égard des femmes.Il y est écrit :"Déclaration sur l'élimination de la violence à l'égard des femmes Travailler ensemble pour mettre fin à la violence"

La Déclaration sur l'élimination de la violence à l'égard des femmes a été adoptée le 20 décembre 1993 par l'Assemblée générale de l'ONU dans la résolution 48/104. Elle rappelle et incarne les mêmes droits et principes de la Déclaration universelle des droits de l'homme, soulignant « le besoin urgent d'application à toutes les femmes des droits et principes d'égalité, de sécurité, de liberté, d'intégrité et de dignité. » Les articles 1 et 2 présentent les définitions les plus utilisées de la violence contre les femmes.
Cette résolution est souvent vue comme un complément et un renforcement de la Convention sur l'élimination de toutes les formes de discrimination à l'égard des femmes et de la Déclaration et programme d'action de Vienne. Elle a mené, notamment, à la création, en 1999, de la journée internationale pour l'élimination de la violence à l'égard des femmes.